# اثنا عشر رجلا غاضبا (مسرحية)
اثنا عشر رجلاً غاضباً هي دراما مشهورة حول هئية محلفين في محاكمة جريمة قتل. تم بثها في البداية على التلفاز عام 1954. و تم تبينها في أعمال مسرحية خلال الأعوام التي تلت إلى أن تم إنتاجها كفيلم نجح نجاحاً مبهراً عام 1957.
ومنذ ذلك الوقت اعيد تبنيها وإنتاجها مرات عدة.